# Vjatjeslav Viskovskij
Vjatjeslav Kazimirovitj Viskovskij (russisk: Висковский, Вячеслав Казимирович) (født 1881 i Odessa i det Russiske Kejserrige, død 1933 i Leningrad i Sovjetunionen) var en russisk filminstruktør, manuskriptforfatter og skuespiller.

## Filmografi
- Sidste tango (Последнее танго, 1918)[1][2]
- Kvinden der opfandt kærligheden (Женщина, которая изобрела любовь, 1918)